# IBS Nemzetközi Üzleti Főiskola
Az IBS Nemzetközi Üzleti Főiskola vagy IBS-NÜF (angolul: International Business School Budapest) Magyarországon működő, magántulajdonban lévő, államilag akkreditált felsőoktatási intézmény. Az IBS volt az első magyar magánfőiskola, 1991-ben alapította dr. Tamás István. Az első diplomákat 1995-ben adta ki, a 2014-ig végzettjei száma már meghaladta a 3700 főt. 1997-ben a sikeres intézményi akkreditációt követően az IBS államilag elismert magánfőiskola lett, és egyben jogosulttá vált az angol diploma mellett magyar főiskolai (ma Bachelor, azaz alapképzési) oklevél kiadására. Napjainkban a Graphisoft parki épületkomplexumban található a Diákszállóval, sportlétesítményeivel és a kertjével.

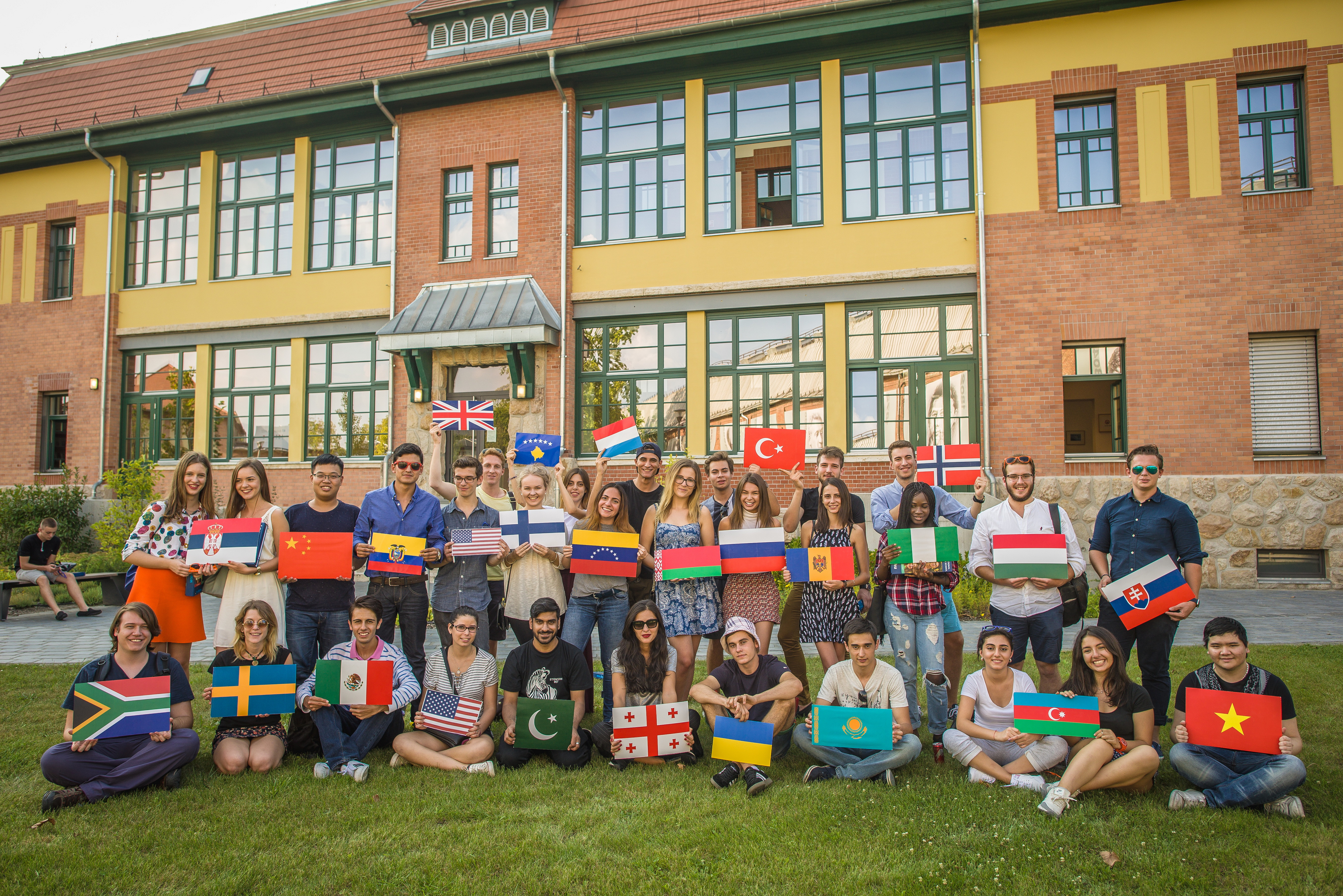
IBS hallgatók a világ minden tájáról

## Az iskola története
Az intézményt 1991-ben alapította dr. Tamás István közgazdász. Nemzetközi Üzleti Főiskola néven az Etele úton 1997-es magyarországi akkreditációjának megszerzéséig kizárólag angol diplomát adhatott végzős diákjainak, az Oxford Brookes Universityvel kötött egyezsége alapján. 1997-ben költöztek a Tárogató úti épületbe. 2003-ban Felnőttképzési Akkreditáló Testület, valamint 2010-ben a European Council for Business Education (Üzleti Képzések Európai Tanácsa) és a British Accreditation Council (Brit Akkreditációs Tanács) akkreditálta az IBS-t. Az IBS Nemzetközi Üzleti Iskola 2011-ben megalapította Bécsi Campusát. 2012-ben együttműködési megállapodást kötött a University of Buckinghammel. 2013-ban nyolc alapszakot és négy mesterszakot indítottak közösen, továbbá elindult az első bécsi mesterszakos évfolyamuk. 2014-ben átköltözött az új budapesti campusára, a Graphisoft Parkba, míg az IBS Színpad maradt (Tárogató Úti Színpad). 2015-ben az IBS-be olvadt az Általános Vállalkozási Főiskola: új, magyar alapképzési és mesterképzési szakokat hirdettek meg.

## Az intézményben induló szakok
Az IBS nyolc BSc, hat MSc szakot és két PhD szakot kínál, végzősei a University of Buckingham diplomáját szerzik meg. Az IBS-ben az oktatás nyelve az angol, bár a BSc szakok első, közös éve magyar nyelven is teljesíthető. Azok számára, akiknek angol nyelvtudása még nem éri el a tanulmányok angol nyelven történő folytatásához szükséges szintet, az intézmény egyéves intenzív angol nyelvi programot kínál.

### Alapképzések
- Gazdálkodási és menedzsment
- Kereskedelem és marketing
- Nemzetközi gazdálkodás
- Pszichológia

### Mesterképzés
- Stratégiai nemzetközi menedzsment

## Ismert végzősök
- Csősz Boglárka – modell, szépségkirálynő, producer, ismertebben magyar luxusfeleség
- Fodor Rajmund – olimpiai bajnok vízilabdázó
- Kempf Zoltán – BMX világbajnok
- Kovács „Koko” István – olimpiai bajnok ökölvívó
- Melles Botond – Air France KLM – területi igazgató
- Póta Georgina – Európa-bajnok asztaliteniszező
- Rózsa Iván – Magyar Telekom vállalati kommunikációs igazgató
- Varga Dániel – olimpiai bajnok vízilabdázó
- Voksán Virág – fotómodell